# یورگن پراخنو
یورگن پراخنو (آلمانی: Jürgen Prochnow؛ ‏ تلفظ آلمانی: [ˈjʏʁɡn̩ ˈpʁɔxno:] ‏ ؛ ‏ زادهٔ ۱۰ ژوئن ۱۹۴۱) بازیگر آلمانی است.
از فیلم‌های معروفی که او در آنها بازی کرده است، می‌توان به عشق ابدی است، کشتی، دختر و پلیس، پلیس بورلی هیلز ۲، قاضی درد، ایر فورس وان، شهادت بدن، فرماندهٔ پرواز، اِستر، هفتمین نشانه و پادره پیو: مرد کرامات اشاره کرد.